# Руа, Франсиско
Франсиско Ру́а (исп. Francisco Rúa; 4 февраля 1911, Буэнос-Айрес — 5 августа 1993, Буэнос-Айрес) — аргентинский футболист, нападающий.

## Карьера
Франсиско Руа начал карьеру в клубе «Индепендьенте» в 1928 году и где сыграл три матча. В 1932 году он перешёл в «Тальерес», где сыграл 4 матча. Годом позже он ушёл в «Ланус», сыграв одну встречу. В том же году Франсиско стал игроком клуба «Спортиво». В 1935 году Руа перешёл в «Ньюэллс Олд Бойз», где играл до 1937 года. Затем он играл за «Велес Сарсфилд», проведя 4 матча и забив один гол, и вновь «Ньюэллс Олд Бойз», где забил 6 голов в 10 матчах. В 1940 году Франсиско стал игроком «Эстудиантеса», за который сыграл 16 матчей и забил 3 гола. В это период клуб выиграл Кубок Адриана Эскобара, но в самом розыгрыше Руа участия не принимал. Завершил карьеру Франсиско в 1947 году в клубе «Темперлей», где сыграл 8 встреч.

## Международная статистика
| Матчи Франсиско Руа за сборную Аргентины | Матчи Франсиско Руа за сборную Аргентины | Матчи Франсиско Руа за сборную Аргентины | Матчи Франсиско Руа за сборную Аргентины | Матчи Франсиско Руа за сборную Аргентины | Матчи Франсиско Руа за сборную Аргентины | Матчи Франсиско Руа за сборную Аргентины |
| ---------------------------------------- | ---------------------------------------- | ---------------------------------------- | ---------------------------------------- | ---------------------------------------- | ---------------------------------------- | ---------------------------------------- |
| №                                        | Дата                                     | Место проведения                         | Оппонент                                 | Счёт                                     | Голы                                     | Турнир                                   |
| 1                                        | 9 марта 1934                             | Росарио                                  | Ньюэллс Олд Бойз                         | 2:2                                      | —                                        | Товарищеский матч                        |
| 2                                        | 11 марта 1934                            | Санта-Фе                                 | Унион (Санта-Фе)                         | 5:3                                      | —                                        | Товарищеский матч                        |
| 3                                        | 18 марта 1934                            | Кордова                                  | Тальерес (Кордова)                       | 0:0                                      | —                                        | Товарищеский матч                        |
| 4                                        | 19 марта 1934                            | Кордова                                  | Архентино Пеньяроль                      | 3:3                                      | —                                        | Товарищеский матч                        |
| 5                                        | 27 мая 1934                              | Болонья                                  | Швеция                                   | 2:3                                      | —                                        | Чемпионат мира                           |
| 6                                        | 14 июня 1934                             | Милан                                    | сборная клубов Италии                    | 2:0                                      | —                                        | Товарищеский матч                        |